# Leucophlebia neumanni
Leucophlebia neumanni là một loài bướm đêm thuộc họ Sphingidae. Nó được tìm thấy ở dry bush ở miền nam và miền tây Ethiopia và ở miền bắc Uganda.
Đauvaf mình hoàn toàn màu đỏ hoa hồng. Cánh trước màu hồng. Cánh sau màu vàng cam.